# Ruisseau de Saint-Louis-lès-Bitche
Le ruisseau de Saint-Louis-lès-Bitche est un ruisseau qui coule dans la commune éponyme du département de la Moselle. Il constitue la première section du Grentzbach, avant de devenir le Muehlgraben à sa confluence avec le Bebersbach. C'est donc un sous-affluent du Rhin.

## Hydronymie
Le ruisseau de Saint-Louis-lès-Bitche, porte le nom de la commune qu'il traverse, Saint-Louis-lès-Bitche.

## Géographie
Le ruisseau de Saint-Louis-lès-Bitche prend sa source au Nord de la commune de Goetzenbruck, au lieu-dit Spessert. Il coule vers l'ouest et traverse le village de Saint-Louis-lès-Bitche. Il recueille les eaux du Klabach au centre du village. À la sortie du village, il alimente l'étang du moulin de Saint-Louis et recueille les eaux du Bebersbach, avec lequel il forme le Muehlgraben, prochaine section du Grentzbach,.

## Affluents
- Klabach
- Langbach ou Langlach[3]
- Bebersbach[1]